# 乳酸アンモニウム
乳酸アンモニウム（ammonium lactate）は、化学式がNH4(C2H4(OH)COO)の化合物である。乳酸のアンモニウム塩で、軽度の抗細菌性材料である。
E番号はE328で、Amlactin®およびLac-Hydrin®のスキンローションの有効成分である。